# Sri Lanka Post
Sri Lanka Post (с англ. — «Почта Шри-Ланки») — почтовый департамент Шри-Ланки, выступающий в качестве государственной почтовой администрации и почтового оператора этой страны.

## Описание
Нынешняя государственная почтовая служба Шри-Ланки подчиняется Министерству почт, почтовых услуг и мусульманских религиозных отношений. Ранее она находилась в ведомстве Департамента почты и телекоммуникаций Цейлона (англ. Ceylon Post and Telecommunications Department) и Министерства почтовых услуг (Ministry of Postal Services), являясь при этом старейшим из существующих государственных учреждений страны.
По состоянию на 2017 года, Почту Шри-Ланки возглавлял Д. Л. П. Рохана Абеяратне (D. L. P. Rohana Abeyaratne), должность которого называется генеральный почтмейстер Шри-Ланки. Ему помогают заместители в каждой провинции.
Всего на почте страны занято более 19 000 работников. По всему острову работают 4692 почтовых отделения.
Сегодня Почта Шри-Ланки использует собственный парк японских автомобилей, окрашенных в традиционный красный цвет. Транспортировка почтовой корреспонденции осуществляется также по железной дороге, государственными и частными автобусами.

## Главпочтамт
Штаб-квартирой почтовой администрации Шри-Ланки является главпочтамт, расположенный в городе Коломбо. Это новое девятиэтажное здание, оборудованное современной техникой, является административным центром департамента, в котором совершается значительная часть работы. Здесь же находится Национальный почтовый музей Шри-Ланки.

## История
Развитие почтовой связи на Цейлоне (на Шри-Ланке с 1972 года) условно подразделяется на два основных исторических периода — британского колониального управления и независимого государства, в каждый из которых осуществлялись эмиссии собственных почтовых марок.